# Olysói Kornélia
Olysói Kornélia (Nagyvárad, 1935. október 8.–Nagyvárad, 2016. január) erdélyi magyar bábjátékíró, bábszínész.

## Életútja
Szülővárosában pedagógiai szaklíceumot végzett (1953); utána a bukaresti Makszim Gorkij Főiskola hallgatója (1955). A nagyváradi Népművészeti Iskolában rendezőképzésben részesült. Orosz nyelvtanár, de 1956-ban politikai okokból eltávolítják a tanügyből. 1957-től a nagyváradi, 1959-től a marosvásárhelyi bábszínház tagja. Cikkét a bábjáték alkotó varázslatáról a Napsugár (1973/2), folytatásos ismertetését a bábmozgatás művészetéről a Művelődés (1980/3-7) közölte, munkatársa volt a két évfolyamot megért Játékszínnek. Zsebecske néven önálló kísérleti játékszínpadot szervezett (1987). Foglalkoztatja a bábjáték alkotó jelentősége is az iskolai oktatásban. 1990 óta a Bábjátékosok Nemzetközi Szövetségének tagja.
Két Benedek Elek meséi nyomán írt bábjátéka a Művelődésben jelent meg: A mindent járó malmocska (Játékszín-melléklet, 1980/2) és A sárga kicsi kígyó (1983/2).